# 温克尔地区赖特
温克尔地区赖特是德国巴伐利亚州的一个市镇。总面积70.99平方公里，总人口2359人，其中男性1138人，女性1221人（2011年12月31日），人口密度33人/平方公里。